# Giampiero Lisarelli
Giampiero Lisarelli (Roma, 22 gennaio 1975) è un attore italiano.

## Biografia
Nel 1994 debutta sul grande schermo con il film Il branco, presentato in concorso al 51º festival di Venezia.
Entra nel cast della serie tv di Canale 5, Carabinieri, dove dal 2002 al 2006 interpreta il ruolo del carabiniere Carlo Prosperi.
Successivamente si dedica soprattutto al teatro, ma gira anche alcuni film tra i quali Il peso dell'aria (2008) di Stefano Calvagna, La rabbia (2008) di Louis Nero e Il soffio dell'anima (2009) di Vittorio Rambaldi. Nel 2016 partecipa alla serie tv Rimbocchiamoci le maniche, per la regia di Stefano Reali. Nel 2019, Oltre la soglia di Monica Vullo.

## Filmografia

### Cinema
- Il branco, regia di Marco Risi (1994)
- La donna orientale, regia di Bruno De Stephanis (1996)
- Giamaica, regia di Luigi Faccini (1998)
- Odi et amo, regia di Maurizio Anania (1998)
- L'odore della notte, regia di Claudio Caligari (1998)
- Il peso dell'aria, regia di Stefano Calvagna (2008)
- La rabbia, regia di Louis Nero (2008)
- Il soffio dell'anima, regia di Vittorio Rambaldi (2009)
- Le ultime 56 ore, regia di Claudio Fragasso (2010)

### Televisione
- Lui e lei 2, regia di Elisabetta Lodoli e Luciano Manuzzi – miniserie TV (1999)
- Distretto di Polizia – serie TV, episodi 1x17-1x19-1x21 (2000)
- La banda, regia di Claudio Fragasso – film TV (2000)
- Carabinieri – serie TV, 31 episodi (2002-2006)
- Crimini 2 – serie TV (2010)
- La donna che ritorna, regia di Gianni Lepre (2011)
- Rimbocchiamoci le maniche – serie TV (2016)
- Oltre la soglia – serie TV (2019)
- Nero a metà – serie TV, episodio 3x10 (2022)